# 낸시 메이어
낸시 메이어(Nancy Mayer, 1937년 6월 9일 ~ )는 미국의 정치인이다.

## 학력
- 컬럼비아 대학교 인문사회 학사
- 1958 브라운 대학교 인문사회 석사
- 1972 노스이스턴 대학교 법무박사

## 경력
- 1993.01 ~ 1999.01 제34대 로드아일랜드 재무장관

## 역대 선거 결과
| 선거명      | 직책명                        | 대수  | 정당   | 득표율 | 득표수    | 결과 | 당락                         |
| ----------- | ----------------------------- | ----- | ------ | ------ | --------- | ---- | ---------------------------- |
| 1992년 선거 | 로드아일랜드 재무장관         | 34대  | 공화당 | 57.97% | 227,290표 | 1위  | 로드아일랜드주 재무장관 당선 |
| 1994년 선거 | 로드아일랜드 재무장관         | 34대  | 공화당 | 65.65% | 219,380표 | 1위  | 로드아일랜드주 재무장관 당선 |
| 1996년 선거 | 상원의원 (로드아일랜드 제2부) | 105대 | 공화당 | 35.05% | 127,368표 | 2위  | 낙선                         |
| 1998년 선거 | 로드아일랜드 법무장관         | 71대  | 공화당 | 33.43% | 100,635표 | 2위  | 낙선                         |

## 참고 자료
- 위키미디어 공용에 낸시 메이어 관련 미디어 분류가 있습니다.